# Grupo Desportivo de Lam Pak
Il Grupo Desportivo de Lam Pak (cinese: 藍白; in italiano: bianco blu, i colori sociali) è una squadra di calcio di Macao. Milita nel campionato di calcio di Macao, che ha vinto per nove volte (squadra più titolata del paese).

## Palmarès
- 9 Campionati di Macao:

1992, 1994, 1997, 1998, 1999, 2001, 2006, 2007, 2009

## Squadra Attuale
| N. |                    | Ruolo | Calciatore     |
| -- | ------------------ | ----- | -------------- |
| 1  | Cina (bandiera)    | P     | Zeng Zhenghua  |
| 4  | Cina (bandiera)    | A     | Zheng Jian     |
| 5  | Nigeria (bandiera) | C     | Hassan Raimi   |
| 6  | Macao (bandiera)   | A     | Leong Chon In  |
| 7  | Macao (bandiera)   | D     | Chiang Ka Chon |
| 8  | Macao (bandiera)   | C     | Che Chi Man    |
| 9  | Macao (bandiera)   | A     | Lee Keng Pan   |
| 11 | Macao (bandiera)   | A     | Ho Man Hou     |
| 12 | Macao (bandiera)   | A     | Plíneo Sousa   |
| 16 | Cina (bandiera)    | A     | Yuan Junhui    |
| 17 | Macao (bandiera)   | D     | Sou Fai Wong   |
| 18 | Cina (bandiera)    | C     | Zeng Qixiang   |

| N. |                      | Ruolo | Calciatore       |
| -- | -------------------- | ----- | ---------------- |
| 19 | Macao (bandiera)     | A     | Chan Man Hei     |
| 21 | Macao (bandiera)     | P     | Tai Chou Tek     |
| 27 | Kosovo (bandiera)    | A     | Vigan Qehaja     |
| 29 | Macao (bandiera)     | C     | Vernon Wong      |
| 58 | Macao (bandiera)     | D     | Lam Ka Pou       |
| 60 | Nigeria (bandiera)   | A     | Emmanuel John    |
| 70 | Hong Kong (bandiera) | C     | Yiu Hok Man      |
| 71 | Hong Kong (bandiera) | C     | Yeung Hei Chi    |
| 77 | Macao (bandiera)     | D     | Emmanuel Noruega |
|    | Macao (bandiera)     | D     | Borges           |
|    | Ghana (bandiera)     | D     | Mamoudou Cisse   |
|    | Cina (bandiera)      | D     | Liang Shiming    |